# NGC 5990
NGC 5990 (również PGC 55993 lub UGC 10024) – galaktyka spiralna (Sa), znajdująca się w gwiazdozbiorze Węża. Odkrył ją William Herschel 5 maja 1785 roku. Należy do galaktyk Seyferta typu 2.